# Rivière du Castor (rivière à l'Ours)
Pour les articles homonymes, voir Castor.
La rivière du Castor est un affluent de rivière à l'Ours, coulant successivement dans les municipalités de Sainte-Hedwidge et de Saint-Prime, dans la municipalité régionale de comté (MRC) de Le Domaine-du-Roy, dans la région administrative de Saguenay–Lac-Saint-Jean, dans la province de Québec, au Canada.
La vallée de la rivière du Castor est desservie par le chemin du 3e rang, la route Marcel-Auclair et le chemin du 6e rang.
La sylviculture et l'agriculture constituent les principales activités économiques de cette vallée.
La surface de la rivière du Castor est habituellement gelée du début de décembre à la fin mars, sauf les zones de rapides; toutefois la circulation sécuritaire sur la glace se fait généralement de la mi-décembre à la mi-mars.

## Géographie
La rivière du Castor tire sa source à la confluence de deux ruisseaux forestiers (altitude: 260 m), dans Sainte-Hedwidge. Cette source est située à:
- 1,6 km à l'ouest d'une courbe de la rivière aux Iroquois;
- 12,3 km au sud-est du centre-ville de Saint-Félicien;
- 8,9 km au nord-ouest du centre-ville de Sainte-Hedwidge;
- 9,5 km au sud-est de l'embouchure de la rivière du Castor[3].

À partir de sa source, la rivière du Castor coule sur 13 km avec une dénivellation de 150 m surtout en zone forestière, selon les segments suivants:
- 4,6 km vers le nord en entrant dans Saint-Prime, formant un crochet vers l'est, jusqu'au chemin du 6e rang;
- 3,9 km vers le nord en formant un grand S, d'abord en zone forestière, puis agricole, jusqu'à la route Marcel-Auclair;
- 4,5 km vers le nord en zone agricole, en courbant vers le nord-ouest, en formant une boucle de 0,4 km du côté nord-est du chemin du 3e rang, puis en longeant plus ou moins cette dernière route par le côté sud-ouest, en coupant la route Talbot, jusqu’à son embouchure[3].

La rivière du Castor se déverse dans un coude de rivière sur rive sud de la rivière à l'Ours, soit du côté sud-ouest du chemin du 3e rang. Cette confluence est située à:
- 3,2 km au sud-est du centre-ville de Saint-Félicien;
- 7,6 km à l'ouest du centre-ville de Sainte-Hedwidge;
- 3,8 km au sud-ouest de l'embouchure de la rivière du Castor[3].

À partir de l’embouchure de la rivière du Castor, le courant descend successivement le cours de la rivière à l'Ours sur 2,3 km vers le nord-est; la rivière Ashuapmushuan vers le sud-est sur 7,3 km; puis traverse le lac Saint-Jean vers l'est sur 41,1 km (soit sa pleine longueur), emprunte le cours de la rivière Saguenay via la Petite Décharge sur 172,3 km vers l'est jusqu’à Tadoussac où il conflue avec l’estuaire du Saint-Laurent.

## Toponymie
Le toponyme « rivière  du Castor » a été officialisé le 5 décembre 1968 à la Banque des noms de lieux de la Commission de toponymie du Québec.